# Vatreni trn
Vatreni trn (latinski: Pyracantha coccinea) europska je vrsta grma koji se uzgaja u vrtovima od kraja 16. stoljeća. Grm ima male bijele cvjetove. Daje male, svijetlocrvene ili žute bobice. Plod je gorak i trpak, što ga čini nejestivim u sirovom stanju. Od voća se može kuhati žele, džemovi, umaci i marmelada. Raširen je od južne Europe do zapadne Azije. U Sjevernu Ameriku je unesen, a tamo se uzgaja kao ukrasna biljka od 18. stoljeća. Po nekim novijim istraživanjima korišten je i kao ljekovita biljka.
U Engleskoj se od kraja 18. stoljeća koristio za pokrivanje neuglednih zidova. 

## Sorte
- Pyracantha coccinea 'Kasan'.
- Pyracantha coccinea 'Lalandei'. Oko 1874. M. Lalande, rasadnik u Angersu u Francuskoj, odabrao je od sadnica P. coccinea poboljšani oblik.
- Pyracantha coccinea 'Sparkler'.

## Vanjske poveznice
- Pyracantha coccinea